# Pseudoeurydesmella bella
Pseudoeurydesmella bella är en mångfotingart som beskrevs av Christoph D. Schubart 1951. Pseudoeurydesmella bella ingår i släktet Pseudoeurydesmella och familjen Chelodesmidae. Inga underarter finns listade i Catalogue of Life.